# Ганна Коллін
Ганна Коллін (англ. Hannah Collin; нар. 18 лютого 1982) — колишня британська тенісистка.
Найвищу одиночну позицію світового рейтингу — 217 місце досягла 16 липня 2001, парну — 335 місце — 23 липня 2001 року.
Здобула 3 одиночні та 2 парні титули туру ITF.
Завершила кар'єру 2005 року.

## Фінали ITF

### Одиночний розряд (3–4)
| турніри $25,000 |
| турніри $10,000 |

| Результат | Ранг | Дата            | Місце                         | Покриття   | Суперниця         | Рахунок       |
| --------- | ---- | --------------- | ----------------------------- | ---------- | ----------------- | ------------- |
| Перемога  | 1.   | 10 вересня 2000 | Мольєрусса, Іспанія           | Килим      | Шень Луїлі        | 6–2, 6–3      |
| Перемога  | 2.   | 18 вересня 2000 | Сандерленд, Велика Британія   | Тверде (i) | Олівія Санчес     | 6–3, 6–3      |
| Перемога  | 3.   | 3 грудня 2000   | Арад, Ізраїль                 | Тверде     | Даніела Клеменшиц | 5–3, 4–0, 4–0 |
| Поразка   | 4.   | 20 липня 2002   | Фрінтон, Велика Британія      | Трава      | Альберта Бріанті  | 2–6, 4–6      |
| Поразка   | 5.   | 5 серпня 2002   | Бат (Англія), Велика Британія | Тверде     | Енн Кеотавонг     | 0–6, 6–7(5)   |
| Поразка   | 6.   | 23 вересня 2002 | Сандерленд, Велика Британія   | Тверде (i) | Енн Кеотавонг     | 0–6, 1–6      |
| Поразка   | 7.   | 17 серпня 2003  | Лондон, Велика Британія       | Тверде     | Іпек Шенолу       | 4–6, 4–6      |

### Парний розряд (2–7)
| Результат | No | Дата              | Турнір                     | Покриття   | Партнерка      | Суперниці у фіналі              | Рахунок       |
| Поразка   | 1. | 5 квітня 1998     | Брест, Франція             | Тверде     | Лідія Перкінс  | Сеголен Бергер Софі Жорже       | 6–3, 0–6, 2–6 |
| Поразка   | 2. | 24 липня 1999     | Дублін, Ірландія           | Килим      | Тіна Герголд   | Суріна де Беер Ципора Обзилер   | 5–7, 6–4, 2–6 |
| Поразка   | 3. | 24 квітня 2000    | Борнмут, Велика Британія   | Ґрунт      | Жофія Губачі   | Селіма Сфар Лорна Вудрофф       | 1–6, 0–6      |
| Поразка   | 4. | 10 вересня 2000   | Mollerussa, Іспанія        | Килим      | Йоланда Менс   | Марілен Лузі Лучія Талло        | 5–7, 3–6      |
| Поразка   | 5. | 30 серпня 2003    | Коїмбра, Португалія        | Тверде     | Неуза Сілва    | Пола Марама Даніелле Штейнберг  | 4–6, 6–7      |
| Перемога  | 6. | 5 липня 2004      | Філікстоу, Велика Британія | Трава      | Анна Говкінс   | Гелен Крук Карен Патерсон       | 6–4, 6–4      |
| Поразка   | 7. | 14 вересня 2004   | Манчестер, Велика Британія | Тверде (i) | Анна Говкінс   | Емма Лайне Ессі Лайне           | 4–6, 4–6      |
| Поразка   | 8. | 19 жовтня 2004    | Болтон, Велика Британія    | Тверде (i) | Анна Говкінс   | Сара Борвелл Емілі Веблі-Сміт   | 5–7, 6–1, 2–6 |
| Перемога  | 9. | 28 листопада 2004 | Сан-Луїс-Потосі, Мексика   | Тверде     | Карен Патерсон | Івана Абрамович Марія Абрамович | 6–4, 2–6, 6–2 |

## Досягнення
| W | Ф | ПФ | ЧФ | #Р | КТ | К# | DNQ | A | NH |

### Одиночний розряд
| Турнір                                 | 1998     | 1999     | 2000     | 2001     | 2002     | 2003     | 2004     | 2005     | W–L | SR    |
| -------------------------------------- | -------- | -------- | -------- | -------- | -------- | -------- | -------- | -------- | --- | ----- |
| Відкритий чемпіонат Австралії з тенісу | Відсутня | Відсутня | Відсутня | Відсутня | Відсутня | Відсутня | Відсутня | Відсутня | 0–0 | 0 / 0 |
| Відкритий чемпіонат Франції з тенісу   | Відсутня | Відсутня | Відсутня | Відсутня | Відсутня | Відсутня | Відсутня | Відсутня | 0–0 | 0 / 0 |
| Вімблдонський турнір                   | К1р      | К1р      | 1р       | 1р       | 1р       |          |          | К1р      | 0–3 | 0 / 3 |
| Відкритий чемпіонат США з тенісу       | Відсутня | Відсутня | Відсутня | Відсутня | Відсутня | Відсутня | Відсутня | Відсутня | 0–0 | 0 / 0 |
| Рейтинг на кінець року                 | 531      | 360      | 283      | 278      | 324      | 420      | 528      | 695      |     |       |

### Парний розряд
| Турнір                                 | 1998     | 1999     | 2000     | 2001     | 2002     | 2003     | 2004     | 2005     | W–L | SR    |
| -------------------------------------- | -------- | -------- | -------- | -------- | -------- | -------- | -------- | -------- | --- | ----- |
| Відкритий чемпіонат Австралії з тенісу | Відсутня | Відсутня | Відсутня | Відсутня | Відсутня | Відсутня | Відсутня | Відсутня | 0–0 | 0 / 0 |
| Відкритий чемпіонат Франції з тенісу   | Відсутня | Відсутня | Відсутня | Відсутня | Відсутня | Відсутня | Відсутня | Відсутня | 0–0 | 0 / 0 |
| Вімблдонський турнір                   | К1р      | Відсутня | Відсутня | 1р       | Відсутня | Відсутня | 1р       | К1р      | 0–2 | 0 / 2 |
| Відкритий чемпіонат США з тенісу       | Відсутня | Відсутня | Відсутня | Відсутня | Відсутня | Відсутня | Відсутня | Відсутня | 0–0 | 0 / 0 |
| Рейтинг на кінець року                 | 402      | 402      | 408      | 386      | 418      | 642      | 443      | 509      |     |       |

### Кубок Федерації
| Основна сітка Кубка Федерації 2000 |                  |          |       |            |                           |                               |                         |                           |
| Дата                               | Місце проведення | Покриття | Раунд | Суперниця  | Підсумковий рахунок матчу | Матч                          | Суперниці               | Рахунок у своєму поєдинку |
| 18–19 Лип 2000                     | Мурсія           | Ґрунт    | RR    | Ізраїль    | 1–2                       | Одиночний розряд              | Ципі Обцилер            | 6–1, 6–1 (П)              |
| 18–19 Лип 2000                     | Мурсія           | Ґрунт    | RR    | Ізраїль    | 1–2                       | Парний розряд (з Жулі Пуллен) | Ципі Обцилер/Гіла Розен | 6–3, 4–6, 1–6 (L)         |
| 18–19 Лип 2000                     | Мурсія           | Ґрунт    | RR    | Люксембург | 1–2                       | Одиночний розряд              | Клодін Шоль             | 3–6, 3–6 (L)              |